# Vlaams monument

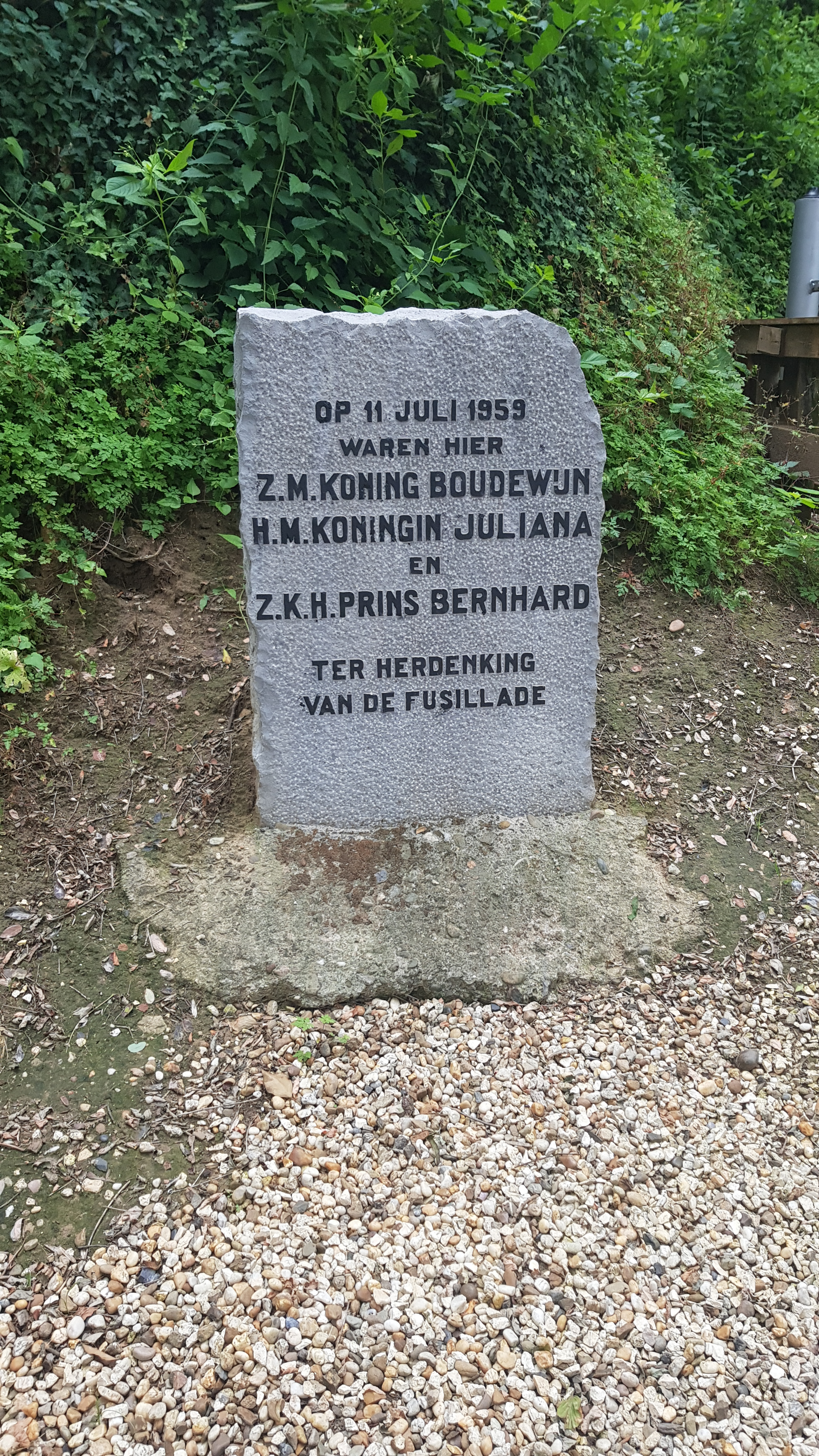
Vlaams monument

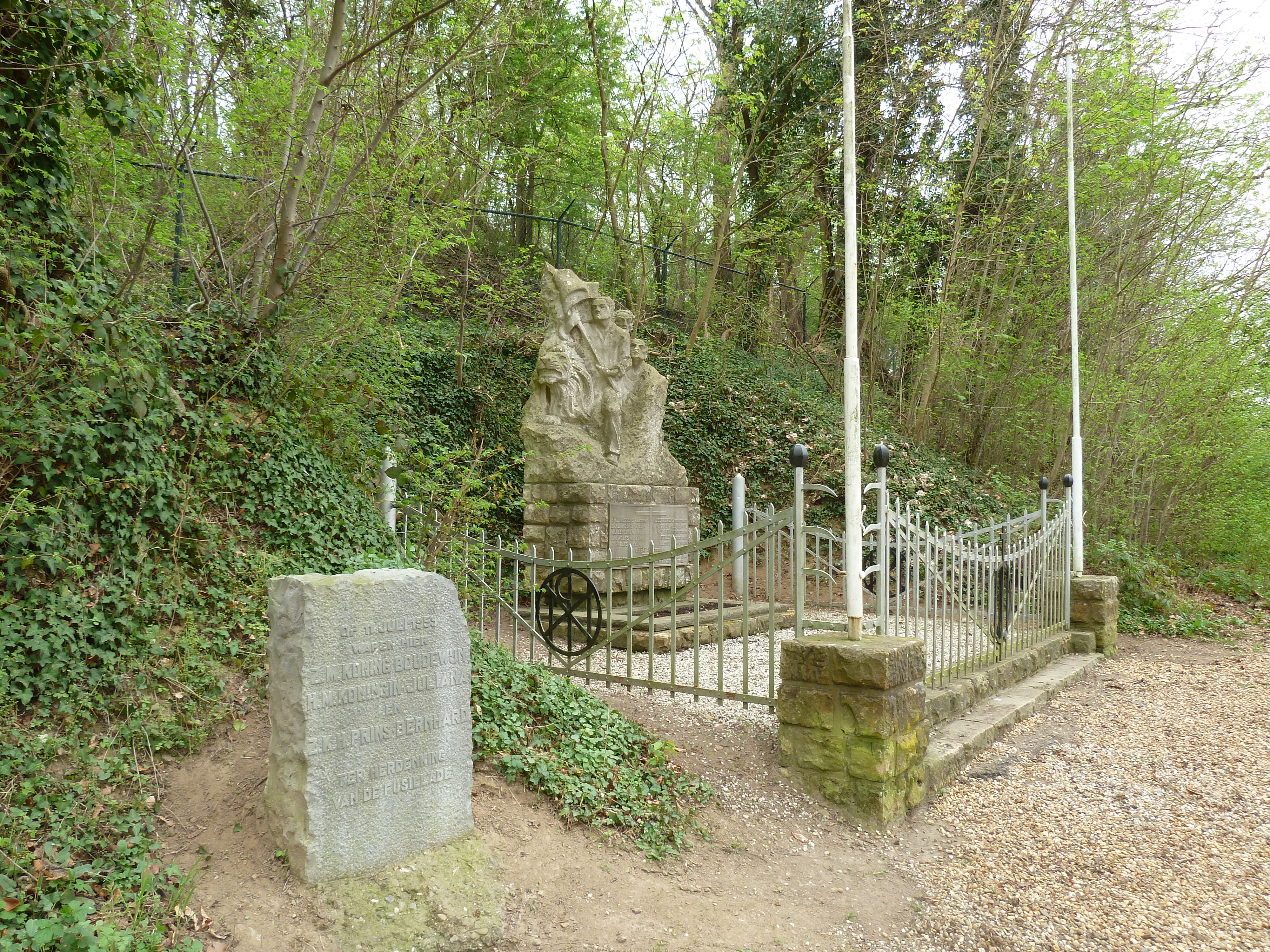
Vlaams monument met naastgelegen Belgisch monument

Het Vlaams monument is een oorlogsmonument aan de Pater Kustersweg in Cadier en Keer in de Nederlandse gemeente Eijsden-Margraten. De gedenksteen herdenkt het bezoek van de Belgische koning Boudewijn aan het naastgelegen Belgisch monument op 11 juli 1959. Hij was daar voor een herdenkingsplechtigheid samen met koningin Juliana en prins Bernard.
Het gedenkmonument ligt op het landgoed Heerdeberg in buurtschap Berg.

## Geschiedenis
Op 12 september 1944 werden elf Belgische verzetsmensen in het groen bij Huize Sint-Jozef gefusilleerd en een Rus die wilde ontsnappen werd neergeschoten. Op 12 september 1948 werd het Belgisch monument onthuld in het park van Huize Sint-Jozef.

## Gedenkmonument
Het gedenkmonument bestaat uit een hardstenen gedenksteen waarin een reliëf aangebracht is met de tekst:

OP 11 JULI 1955
WAREN HIER:
Z.M. KONING BOUDEWIJN
H.M. KONINGIN JULIANA
EN
Z.K.H. PRINS BERNHARD
TER HERDENKING
AAN DE FUSILLADE.